# CRLF2
CRLF2 (англ. Cytokine receptor like factor 2) – білок, який кодується однойменним геном, розташованим у людей на X-хромосомі. Довжина поліпептидного ланцюга білка становить 371 амінокислот, а молекулярна маса — 42 013.
| 10         |  | 20         |  | 30         |  | 40         |  | 50         |
| ---------- |  | ---------- |  | ---------- |  | ---------- |  | ---------- |
| MGRLVLLWGA |  | AVFLLGGWMA |  | LGQGGAAEGV |  | QIQIIYFNLE |  | TVQVTWNASK |
| YSRTNLTFHY |  | RFNGDEAYDQ |  | CTNYLLQEGH |  | TSGCLLDAEQ |  | RDDILYFSIR |
| NGTHPVFTAS |  | RWMVYYLKPS |  | SPKHVRFSWH |  | QDAVTVTCSD |  | LSYGDLLYEV |
| QYRSPFDTEW |  | QSKQENTCNV |  | TIEGLDAEKC |  | YSFWVRVKAM |  | EDVYGPDTYP |
| SDWSEVTCWQ |  | RGEIRDACAE |  | TPTPPKPKLS |  | KFILISSLAI |  | LLMVSLLLLS |
| LWKLWRVKKF |  | LIPSVPDPKS |  | IFPGLFEIHQ |  | GNFQEWITDT |  | QNVAHLHKMA |
| GAEQESGPEE |  | PLVVQLAKTE |  | AESPRMLDPQ |  | TEEKEASGGS |  | LQLPHQPLQG |
| GDVVTIGGFT |  | FVMNDRSYVA |  | L          |  |            |  |            |

A: Аланін

C: Цистеїн

D: Аспарагінова кислота

E: Глутамінова кислота

F: Фенілаланін

G: Гліцин

H: Гістидин

I: Ізолейцин

K: Лізин

L: Лейцин

M: Метіонін

N: Аспарагін

P: Пролін

Q: Глутамін

R: Аргінін

S: Серин

T: Треонін

V: Валін

W: Триптофан

Кодований геном білок за функцією належить до рецепторів. 
Задіяний у такому біологічному процесі, як альтернативний сплайсинг. 
Локалізований у клітинній мембрані, мембрані.
Також секретований назовні.